# Gare de Batthyány tér
La gare de Batthyány tér est une gare ferroviaire située dans le 1er arrondissement de Budapest en Hongrie. C'est le terminus de la ligne H5 du HÉV de Budapest.

## Histoire
Jusque dans les années 1970, le terminus de la ligne 5 se trouvait à la surface, sur Bem József tér à quelques centaines de mètres du terminus actuel. Avec la construction de la ligne 2 du métro, un tunnel a été construit sous le quai Bem (Bem rakpart) jusqu'à Batthyány tér, à 1,2 km du Margit híd. Le terminus a été inauguré la même année que le métro, en 1972.

### Desserte

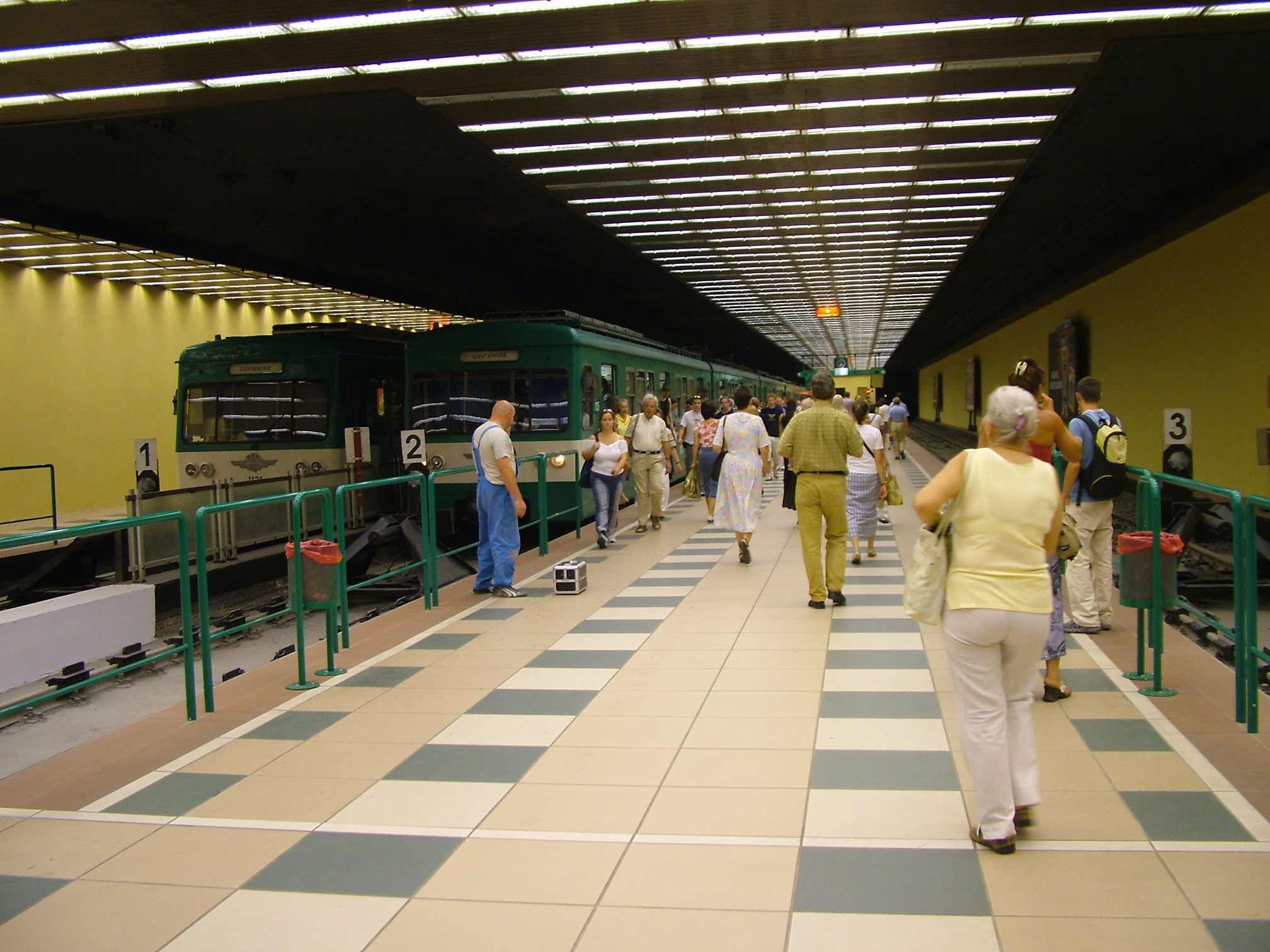
Quai et train.

## Service des voyageurs

### Intermodalité
La gare se situe sous Batthyány tér, sur la rive ouest du Danube, en face du Parlement. La place est également desservie par la ligne M2 du métro, deux tramways en direction du centre de Buda ainsi que plusieurs lignes de bus.
- Tramway de Budapest lignes 19 et 41,
- Réseau de bus BKV lignes 11, 39, 109 et 111
- Réseau nocturne de bus BKV ligne 990.

## À proximité
Sur la place, les touristes peuvent admirer l'Église paroissiale Sainte-Anne de Felsővíziváros, très belle église catholique à deux tours datant du XVIIIe siècle, mais aussi faire leurs courses dans les Grandes halles (Batthyány téri vásárcsarnok).